# 389-es busz (2015–2016)
A 389-es számú regionális autóbusz Csomád, Templom utca és Veresegyház, Misszió Eü. Központ között közlekedett, csak munkanapokon reggel, mikrobuszokkal. A járatot a Volánbusz üzemeltette.

## Története
A járat 2015. augusztus 3-án indult. 2016. április 1-jén közlekedett utoljára.

## Megállóhelyei
| 0  | Csomád, Templom utca végállomás             |                                                                 |
| 1  | Csomád, községháza                          | 313, 314, 315, 394                                              |
| 2  | Csomád, Táncsics utca                       | 313, 314, 315, 316, 394                                         |
| 3  | Csomád, József Attila utca                  | 313, 314, 315, 316, 394                                         |
| 5  | Csomád, Veresegyházi elágazás               | 318, 319, 394                                                   |
| 6  | GE Hungary Zrt. bejárati út                 | 318, 319, 394                                                   |
| 9  | Veresegyház, Szent Margit utca              | 392                                                             |
| 10 | Veresegyház, Szent István tér               | 392                                                             |
| 11 | Veresegyház, Tölgy utca                     | 392                                                             |
| 12 | Veresegyház, Dió utca                       | 392                                                             |
| 13 | Veresegyház, Patak utca 14.                 | 392                                                             |
| 14 | Veresegyház, kisbolt                        | 392                                                             |
| 15 | Veresegyház, Búcsú tér                      | 392                                                             |
| 16 | Veresegyház, Újiskola utca                  | 390, 391, 392, 393, 394                                         |
| 17 | Veresegyház, templom                        | 390, 391, 392, 393, 394, 396, 397, 398, 399, 450, 452, 454, 455 |
| 18 | Veresegyház, fogászati rendelő              | 390, 391, 392, 393, 394                                         |
| 19 | Veresegyház, Gyermekliget utca              | 390, 391, 392, 393, 394                                         |
| 20 | Veresegyház, Misszió Eü. Központ végállomás | 390, 391, 392, 393, 394                                         |